# Jan Karol Marchocki
Jan Karol Marchocki herbu Ostoja – podsędek kaliski w latach 1673-1691, skarbnik wschowski w latach 1671-1673, miecznik chełmski w 1667 roku.
Poseł sejmiku średzkiego na pierwszy sejm 1666 roku. Jako poseł na sejm konwokacyjny 1674 roku z województwa kaliskiego był członkiem konfederacji generalnej zawiązanej 15 stycznia 1674 roku na tym sejmie. Poseł sejmiku średzkiego na sejm nadzwyczajny 1688/1689 roku.